# Gransee-Zeitung
Die Gransee-Zeitung (kurz: GZ) ist eine lokale Tageszeitung, die seit 1991 im Landkreis Oberhavel erscheint. Die verkaufte Auflage beträgt 2219 Exemplare, ein Minus von 64,5 Prozent seit 1998. Die Lokalzeitung gehört zum Oranienburger Generalanzeiger, einer Zeitungsneugründung auf dem Gebiet der ehemaligen DDR, die sich als eine der wenigen auf dem Zeitungsmarkt dauerhaft etabliert hat. Zusammen mit dem Oranienburger Generalanzeiger ist die GZ die auflagenstärkste Tageszeitung im Landkreis Oberhavel und somit ein Konkurrent der lokalen Ausgabe der Märkischen Allgemeinen Zeitung.

## Schwesterzeitungen
Im Verbund mit der GZ erscheinen drei weitere Schwesterzeitungen:
- Oranienburger Generalanzeiger (Oranienburg)
- Ruppiner Anzeiger (Neuruppin)
- Hennigsdorfer Generalanzeiger (Hennigsdorf)

Alle vier Titel erreichen eine verkaufte Gesamtauflage von 10.817 Exemplaren. Gedruckt werden die Lokalzeitungen im Druckhaus Oberhavel in Oranienburg im Rheinischen Format.

## Geschichte
Seit dem 19. Oktober 1991 erscheint die Gransee-Zeitung montags bis sonnabends in ihrem Verbreitungsgebiet im Norden des Landkreises Oberhavel.
Seit dem 1. Januar 2011 gehört die Zeitung zur Märkischen Verlags- und Druckhaus GmbH & Co. KG (MVD), die auch die Märkische Oderzeitung herausgibt, die den überregionalen Teil der GZ gestaltet. Zuvor gehörte die GZ der Verlagsgruppe von Dirk Ippen an.
Die Gesellschafter des MVD waren bis 2012 je zur Hälfte die Neue Pressegesellschaft mbh & Co. KG (Verlag der Südwest-Presse) und die Stuttgarter Zeitung Verlagsgesellschaft mbH & Co. KG (Verlag der Stuttgarter Zeitung und der Stuttgarter Nachrichten). Ende 2012 übernahm die Neue Pressegesellschaft alle Anteile.

## Auflage
Die Gransee-Zeitung hat in den vergangenen Jahren erheblich an Auflage eingebüßt. Die verkaufte Auflage ist in den vergangenen 10 Jahren um durchschnittlich 6 % pro Jahr gesunken. Im vergangenen Jahr hat sie um 6,9 % abgenommen. Sie beträgt gegenwärtig 2219 Exemplare. Der Anteil der Abonnements an der verkauften Auflage liegt bei 86,9 Prozent.
| 1998 | 1999 | 2000 | 2001 | 2002 | 2003 | 2004 | 2005 | 2006 | 2007 | 2008 | 2009 | 2010 | 2011 | 2012 | 2013 | 2014 | 2015 | 2016 | 2017 | 2018 | 2019 | 2020 | 2021 | 2022 | 2023 | 2024 |
| ---- | ---- | ---- | ---- | ---- | ---- | ---- | ---- | ---- | ---- | ---- | ---- | ---- | ---- | ---- | ---- | ---- | ---- | ---- | ---- | ---- | ---- | ---- | ---- | ---- | ---- | ---- |
| 6243 | 6269 | 6177 | 6013 | 5858 | 5713 | 5552 | 5369 | 5227 | 5092 | 4900 | 4702 | 4597 | 4492 | 4406 | 4286 | 4127 | 4163 | 4058 | 3821 | 3686 | 3458 | 3288 | 3035 | 2717 | 2384 | 2219 |

## Chefredakteure
- Martin Krigar (1991–1999)
- Matthias Schlegel (1999–2003)
- Martin Krigar (2003)
- Michael Hielscher (2003–2010)
- Frank Mangelsdorf (seit 2011)

## Auszeichnungen
2011
- Lokaljournalistenpreis der Konrad-Adenauer-Stiftung in der Kategorie „Zeitgeschichte“ für die Serie „20 Jahre Wiedervereinigung“